# Honda FR-V
Honda FR-V var en sekspersoners kompakt MPV fra den japanske bilfabrikant Honda.
Bilen kom på markedet med benzinmotorer den 15. januar 2005. Den 1. juni 2005 introducerede Honda en dieselmodel af FR-V. Salget af dieselversionen begyndte i sommeren samme år.
I januar 2007 fik modellen et facelift, som medførte optiske modifikationer og en ny benzinmotor.
FR-V udgik af produktion i efteråret 2009, men fik ingen efterfølger.

## Motorer
Honda solgte FR-V med tre forskellige motorvarianter, en 1,7 VTEC med 92 kW (125 hk), 2,0 VTEC med 110 kW (150 hk) og dieselmotoren 2,2 CTDi med 103 kW (140 hk). Sidstnævnte vandt prisen "Engine of the Year award 2005" i klassen fra 2,0 til 2,5 liters slagvolume. Siden faceliftet i januar 2007 fandtes kun dieselmotoren, nu med partikelfilter, i programmet, mens begge benzinmotorerne blev erstattet af en 1,8-liters VTEC-motor med 103 kW (140 hk), som også kom til indsats i Honda Civic. Alle motorer opfylder Euro4-normen og er firecylindrede rækkemotorer.

## Udstyr
Ud over basisudstyret med navnet Trend fås også modellerne Comfort og Executive.
Honda havde med denne model kopieret Fiat Multiplas indretning (3+3 sæder). Det midterste sæde kunne skydes bagud, og bagsæderne kan med et håndtag klappes frem og sænkes ned i gulvet. Bilen var som standard udstyret med automatisk klimaanlæg og cd-afspiller.

## Sikkerhedsudstyr
Ligesom næsten alle andre biler i sin klasse og tid var FR-V standardudstyret med totrins frontairbags og selestrammere med selekraftbegrænsere til forsædepassagererne, ABS og det elektroniske stabilitetsprogram VSA med elektronisk bremsekraftfordeling og trepunktssikkerhedsseler.
Derudover havde bilen gardinairbags i hele sin længde, Isofix-system på det midterste forsæde og de yderste bagsæder samt bremseassistent.